# 2. Weißrussische Front

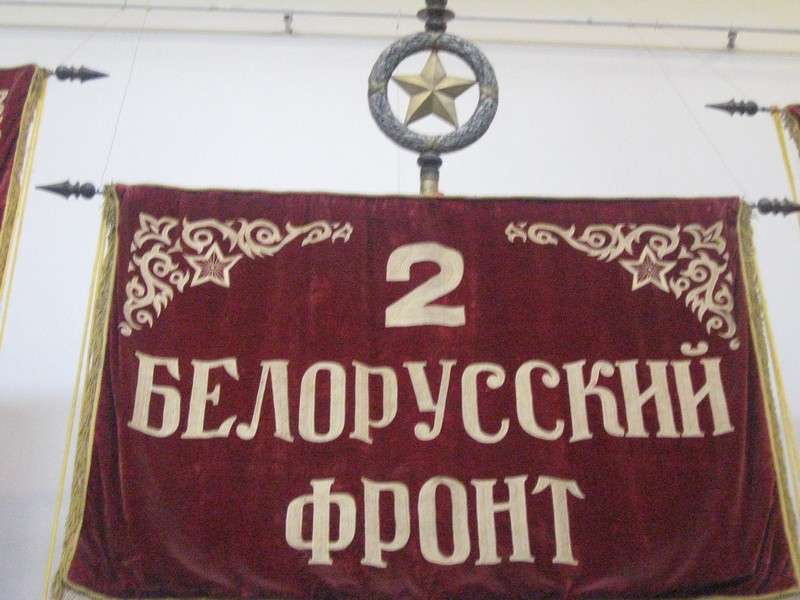
Standarte der 2. Weißrussischen Front

Die 2. Weißrussische Front (russisch 2-й Белорусский фронт) war eine militärische Formation der Roten Armee im Zweiten Weltkrieg, die zwischen Februar 1944 bis zum Kriegsende im Mai 1945 an der Ostfront im Einsatz stand. 

## Aufstellungen
Die Front wurde erstmals am 24. Februar 1944 auf Befehl des sowjetischen Oberkommandos unter Heranziehung des Oberkommandos der Ende 1943 aufgelösten Nordwestfront gebildet. Ihr unterstanden die 47., 61. und die 70. Armee sowie die 6. Luftarmee und die Dnepr-Flottille. Später wurde auch die 69. Armee dem Oberkommando der Front unterstellt. Am 5. April wurde die Front auf Befehl der Stawka aufgelöst und das Oberkommando in die Reserve überführt. Die Truppen der 2. Weißrussischen Front wurden der 1. Weißrussischen Front unterstellt. Am 24. April 1944 wurde auf Befehl der Stawka vom 19. April 1944 aus dem Kommando der 10. Armee zum zweiten Mal eine 2. Weißrussische Front gebildet, der die 33., 49. und 50. Armee aus dem Bestand der Westfront unterstellt wurden. Im weiteren Verlauf des Krieges wurden der 2. Weißrussischen Front die 2. Stoß-, 3., 19., 43., 48., 65. und 70. Armee, die 1. und 5. Gardepanzerarmee, die 4. Luftarmee und die Dnepr-Flottille unterstellt.

## Einsatz

### 1944
Während der Operation in den Polesier Sümpfen (südliches Pripjat-Gebiet) vom 15. März bis 4. April 1944 gelang es den Truppen der 2. Weißrussischen Front (Erste Formation), die gegnerischen Kräfte über den Styr bis Kowel zurückzudrängen und damit die Voraussetzungen für die Offensive in Richtung Brest-Lublin zu schaffen.
Die neuformierte 2. Weißrussische Front (Zweite Formation) führte im Mai 1944 lediglich Operationen von lokaler Bedeutung in Weißrussland durch, bevor vom 23. – 28. Juni 1944 die Mogilew-Operation als Teil der Operation Bagration den ersten größeren Einsatz dieser Heeresgruppe darstellte. Dabei gelang es, den Dnepr zu überschreiten und die Stadt zu befreien. Anschließend unterstützte die Front vom 29. Juni – 4. Juli 1944 die Minsker Operation. Am 5. Juli 1944 unternahm die Front die Białystoker Operation, die mit der Befreiung der Stadt am 27. Juli 1944 endete.
Im Zusammenwirken mit anderen Fronten gelang es, zwischen August und November 1944 das westliche Weißrussland zu befreien und bis zur Grenze nach Polen und Ostpreußen vorzustoßen.

### 1945
Im Januar 1945 wurde Marschall der Sowjetunion Konstantin Konstantinowitsch Rokossowski Kommandeur der 2. Weißrussischen Front und führte sie während ihrer letzten beiden großen Offensiven. Als Teil eines Großangriffs von vier sowjetischen Fronten am 12. Januar 1945 griff die 2. Weißrussische Front Ostpreußen an. Am 9. April 1945 fiel die Festung Königsberg an die Rote Armee. Nachdem die Kräfte der 2. Weißrussischen Front hier nun nicht länger gebunden waren, rückte sie nach Westen bis ans Ostufer der Oder vor. Während der ersten beiden Aprilwochen führten die sowjetischen Truppen eine Umgruppierung ihrer Heeresverbände in Ostdeutschland durch. Marschall der Sowjetunion Georgi Konstantinowitsch Schukow konzentrierte seine 1. Weißrussische Front, die bisher entlang der Oder von Frankfurt im Süden bis an die Ostsee stationiert war, im Vorfeld der Seelower Höhen. Die 2. Weißrussische Front rückte in die verlassenen Stellungen nördlich der Höhen nach. Während der Durchführung dieser Umgruppierung öffneten sich Lücken im Frontverlauf, durch die die bei Danzig eingekesselte deutsche 2. Armee über die Oder entkommen konnte.
In den frühen Morgenstunden des 16. Aprils begann die Berliner Operation, die Schlussoffensive zur Eroberung Berlins mit Angriffen der 1. Weißrussischen Front und im Süden der 1. Ukrainischen Front unter Marschall Konew. Am 20. April schloss sich die 2. Weißrussische Front dem Angriff an. Am 25. April war die 2. Weißrussische Front aus ihrem Brückenkopf südlich von Stettin ausgebrochen und eroberte bis Kriegsende das deutsche Territorium nördlich Berlins bis an die Linien der britischen 21st Army Group im Westen, die an einigen Stellen über die Elbe vorgedrungen war.
Am 10. Juni 1945 wurde das Oberkommando der Front aufgrund des Stawka-Befehls vom 29. Mai 1945 in das Oberkommando des nördlichen Kriegsschauplatzes umbenannt.

## Frontkommando
- Generaloberst Pawel A. Kurotschkin (Februar – April 1944)
- Generaloberst Iwan J. Petrow (12. April – 6. Juni 1944)
- Generaloberst Georgi F. Sacharow (7. Juni – 17. November 1944, ab 28. Juli 1944 Armeegeneral)
- Marschall der Sowjetunion Konstantin K. Rokossowski (November 1944 – Kriegsende)
- Generalleutnant F.E. Bobkow (Mitglied des Militärrats, Februar – April 1944)
- Generalleutnant Lew S. Mechlis (Mitglied des Militärrats, April – Juli 1944)
- Generalleutnant N.E. Subbotin (Mitglied des Militärrats, Juli 1944 – Kriegsende)
- Generalleutnant Wladimir J. Kolpaktschi (Chef des Stabes, Februar – April 1944)
- Generalleutnant S.I. Ljubarski (Chef des Stabes, April – Mai 1944)
- Generalleutnant A. N. Bogoljubow (Chef des Stabes, Mai 1944 – Kriegsende).

## Zeittafel

### 1944
- 22. Juni: Die 1., 2. und 3. Weißrussische Front greifen die Heeresgruppe Mitte auf einer Frontbreite von 560 km an.
- 26.–27. Juni: Teile der 2. Weißrussischen Front umzingeln Mogilew und nehmen die Stadt ein.
- 4. Juli: die 2. Weißrussische Front wird beauftragt, die Reste der deutschen 4. Armee (Heeresgruppe Mitte) unter dem Kommando von Generalleutnant Müller und der 9. Armee in einem Kessel südöstlich von Minsk zu vernichten.
- 9. Juli: Die 2. Weißrussische Front stößt nordwestlich von Witebsk als Teil eines sowjetischen Großangriffs östlich von Riga gegen Rositten vor, um die deutsche Heeresgruppe Nord abzuschneiden.
- 29. Juli: Die Rote Armee erreicht die Ostseeküste, womit die Heeresgruppe Mitte in Estland und Ostlettland eingeschlossen wird.
- 13. September: Die 2. Weißrussische Front nimmt Łomża, westlich von Białystok.

### 1945
- Januar: Marschall Konstantin Rokossowski wird zum Kommandeur der 2. Weißrussischen Front ernannt.
- 10. Januar: Die 2. Weißrussische Front stößt gegen Neustettin vor, wird aber durch deutsche Gegenangriffe angehalten.
- 12. Januar: Die 2. Weißrussische Front greift mit neun Armeen die 2. Armee entlang der Narew nördlich Warschaus an.
- 17. Januar: Die 47. sowjetische Armee der 2. Weißrussischen Front erobert Warschau.
- 24. Januar: Die 1. und die 2. Weißrussische Front greifen Pommern an. Die deutsche 2. Armee wird eingeschlossen.
- 27. Februar: Teile der 2. Weißrussischen Front dringen nach Pommern ein.
- 28. Februar: Die 2. Weißrussische Front nimmt Neustettin.
- 5. März: die Festung Graudenz ergibt sich den Truppen der 2. Weißrussischen Front.
- 10. März: Die 2. Weißrussische Front nimmt Zoppot an der Danziger Bucht.
- 13. März: Die 2. Weißrussische Front startet einen Angriff gegen den Kessel von Braunsberg südlich von Königsberg.
- 18. März: Die 1. Polnische Armee der 2. Weißrussischen Front erobert die Festung Kolberg.
- 23. März: die 2. Weißrussische Front greift die 2. Armee im Raum Danzig an.
- 30. März: sowjetische Truppen erobern Danzig.
- 20. April: Die 2. Weißrussische Front stößt am Unterlauf der Oder gegen Neubrandenburg, Stralsund und Rostock vor.
- 25. April: Die 2. Weißrussische Front bildet einen großen Brückenkopf an der Oder südlich Stettins und zwingt das Zentrum der 3. Panzerarmee, auf Prenzlau zurückzugehen.
- 26. April: Die 2. Weißrussische Front nimmt Stettin ein.
- 27. April: Die 2. Weißrussische Front erobert Prenzlau und Angermünde 70 km nordwestlich von Berlin.
- 30. April: Die 65. Sowjetarmee der 2. Weißrussische Front nimmt kampflos Demmin ein; Zwangspause: die beiden Peenebrücken wurden gesprengt. Massive Übergriffe auf die Zivilbevölkerung.
- 4. Mai: Die Wehrmachtsgarnison auf der Insel Rügen kapituliert.
- 5. Mai: Teile der 2. Weißrussischen Front dringen in Peenemünde ein.